# Fredrik Bergenholtz
Fredrik Engelbert Bergenholtz, född den 8 oktober 1858 i Högsby socken, Kalmar län, död den 16 augusti 1930 i Danderyds församling, var en svensk ämbetsman.
Bergenholtz tog hovrättsexamen vid Lunds universitet 1885 och blev länsnotarie i Västerbottens län 1893. Kansliråd i Lantförsvarsdepartementet blev han 1901, och var expeditionschef där 1904–1909, och landshövding i Västernorrlands län 1909–1911 samt generalkrigskommissarie 1911–1925. Under den långa följd av år Bergenholtz var knuten till det gamla Lantförsvarsdepartementet och Arméförvaltningen, utförde han ett betydande arbete bland annat för genomförandet i administrativ hänseende av 1901 och 1914 års härordningar. Han blev ledamot av Krigsvetenskapsakademien 1904. Bergenholtz är begravd på Djursholms begravningsplats.

## Utmärkelser
- Kommendör med stora korset av Nordstjärneorden, 6 juni 1919.[4]
- Riddare av Carl XIII:s orden, 28 januari 1919.[5]
- Riddare av andra klassen med kraschan av Ryska Sankt Stanislausorden.[6]